# János Váradi
János Váradi (ur. 28 lutego 1961 w Kemesce) – były węgierski bokser wagi muszej. W 1980 roku na letnich igrzyskach olimpijskich w Moskwie zdobył brązowy medal. Jest dwukrotnym wicemistrzem Europy z Turynu i Aten.